# Trait italien
Vous lisez un « bon article » labellisé en 2020.
Le Trait italien (italien : Cavallo Agricolo Italiano da Tiro Pesante Rapido, soit « Cheval agricole italien de trait lourd rapide ») est l'unique race de chevaux de trait élevée en Italie. Il est plus couramment appelé CAITPR, ou simplement TPR. Fortement influencée par le cheval Breton, la race est officiellement reconnue en 1927. Elle connaît un bel essor jusque dans les années 1950. Une période de désintérêt pour la traction animale s'ensuit. Le trait italien en ressort appauvri et alourdi. Il vit un renouveau dans les années 1980. 
Compact et musclé, le Trait italien est particulièrement adapté aux travaux agricoles et à l'attelage, bien que son premier débouché soit devenu la production de viande. 
L'ANACAITPR (Associazione Nazionale Allevatori del Cavallo Agricolo Italiano da Tiro Pesante Rapido) est chargée du contrôle et de l'amélioration de la race. Considéré comme une race rare, le Trait italien est surtout élevé dans les régions de l'Émilie et de la Vénétie.

## Dénomination
Le nom de cette race en italien est Cavallo Agricolo Italiano da Tiro Pesante Rapido (abrégé en CAITPR), qui se traduit par « Cheval agricole italien de trait lourd rapide ». Un autre nom originel est Tiro Pesante Rapido (TPR), soit « Trait lourd rapide ». La race est nommée Italian Heavy Draft en anglais, ou Italian Heavy Draught. Les noms français « Trait lourd italien », « Italien de trait lourd », ou encore « Cheval d'agriculture italien », sont des équivalents.

## Histoire

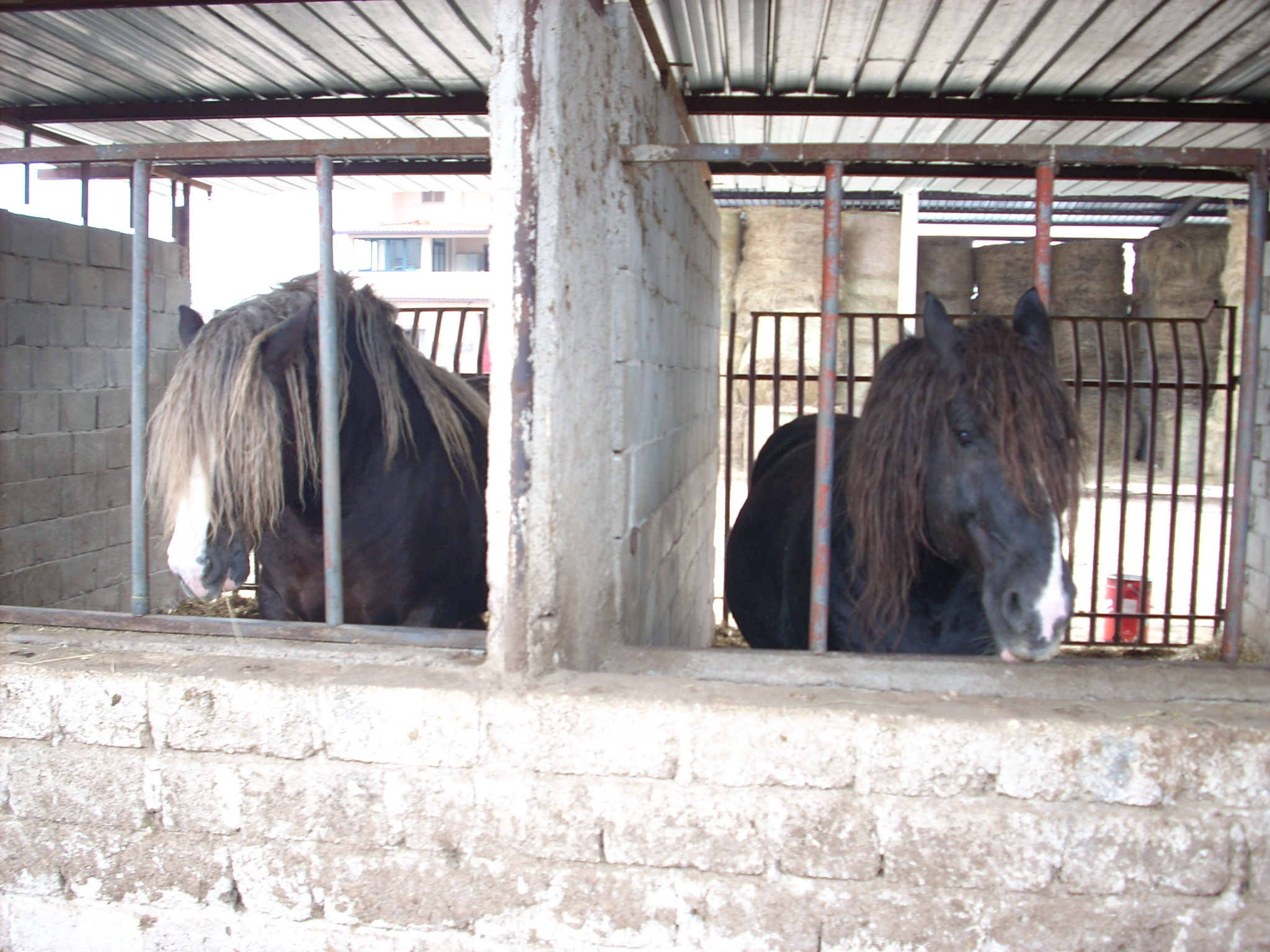
Deux traits italiens dans leur box.

### Prémices
Les origines du Trait italien remontent à la réunification italienne, et impliquent un cheptel d'origine proche de l'Avelignese. En 1860, les premiers croisements dans le but d'obtenir un cheval de trait sont réalisés au Deposito Cavalli Stalloni de Ferrare,. À cette époque, les besoins de traction en termes d'agriculture, de transport et d'artillerie ont poussé au croisement des races locales avec des races plus lourdes importées.
Les premiers essais sont réalisés avec le Trait belge, de grande taille, mais les résultats se révèlent décevants, car les animaux sont jugés trop lourds et lents. Des croisements sont ensuite réalisés avec le Boulonnais et le Percheron, mais le résultat n'est toujours pas considéré comme satisfaisant. Il faut attendre le XIXe siècle et le croisement avec le Postier breton (ou Norfolk-Breton) sans fanons et au trot preste, pour obtenir un cheval à la conformation et aux allures attendues, fixant ainsi les caractéristiques de la race, qui commence à se répandre dans le Nord-est de l'Italie.

### Création du registre
Au début du XXe siècle, on voit apparaître des sujets robustes, de masse moyen-lourde, au déplacement élégant. En 1926, le stud-book officiel de la race est créé sur une base sélectionnée, la base de données DAD-IS indiquant que la création de ce stud-book remonte à 1927. C'est en 1927 que naît la première génération contrôlée. Le Trait italien est alors décrit comme un dérivé du cheval Breton.
Le bassin géographique de production est représenté par la plaine de la Vénétie, la province de Ferrare et les plaines de Frioul.

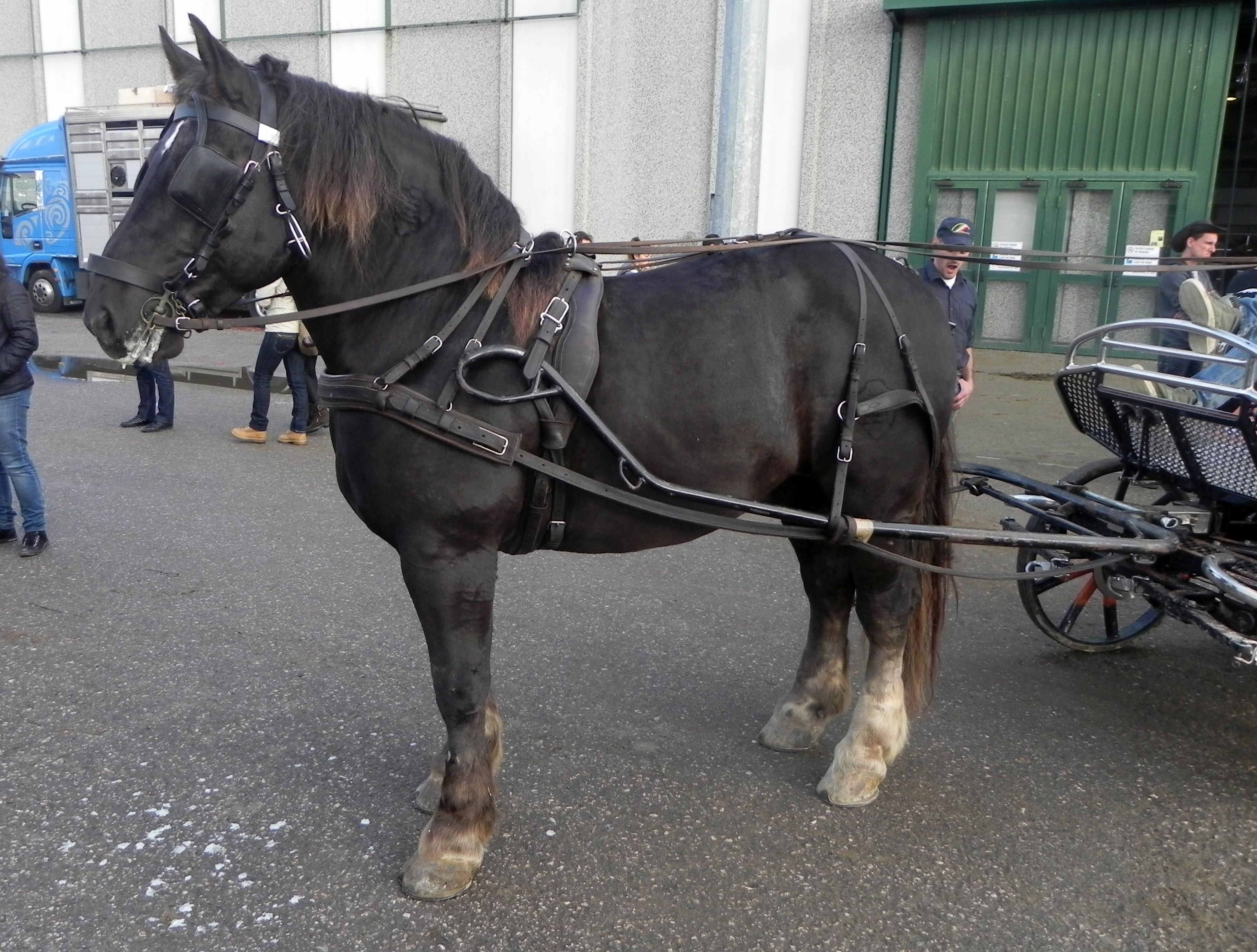
Trait italien alezan brûlé, attelé à la Fieracavalli 2014.

Dans les années 1930, la sélection s'oriente vers une homogénéisation des juments. Les étalons sont évalués sur des critères morphologiques et fonctionnels à l'âge de 3 et 4 ans. La race prend progressivement de l'importance avec l'adhésion de plus en plus de fermiers. Des concours sont organisés, et de jeunes étalons sont soigneusement choisis pour perpétuer le trait italien. Si la Seconde Guerre mondiale impose une pause dans la croissance de la race, elle repart dès la fin de la guerre, notamment avec le croisement de chevaux Ardennais, Percheron et Breton. À la fin des années 1950, la création d'un stud-book remplace le contrôle sélectif instauré en 1927. Durant cette période, la race s'étend vers le Centre et le Sud de l'Italie, gagne en taille et en poids,, et prend définitivement le nom de « Cheval agricole italien de trait lourd rapide », le qualificatif de « Trait lourd rapide » (Tiro Pesante Rapido) faisant référence à l'action preste de son trot.

### Déclin et renouveau de la race
Les années 1960-1970 sont marquées par une période de crise pour la race. Le désintérêt total pour la traction hippomobile limite l'expansion des élevages, qui se tournent pour la plupart vers la production de viande. Il faut attendre les années 1980 pour que survienne un renouveau d'intérêt pour le Trait italien, passablement appauvri et alourdi, ce qui conduit à un élargissement de la base sélective sur laquelle se fonde l'élevage,,.
Depuis 1974, sur mandat du ministère pour les politiques agricoles, et en collaboration avec les bureaux provinciaux de livre généalogique, l'ANACAITPR (Associazione Nazionale Allevatori del Cavallo Agricolo Italiano da Tiro Pesante Rapido) est l'association chargée du contrôle et de l'amélioration de la race. Un nombre croissant d'élevages italiens, généralement bovins, se sont diversifiés avec le cheval, répandant l'élevage du Trait italien sur tout le territoire national.
Le Trait italien a absorbé la race voisine du Cremonese, ou Padana (Crémonais), davantage influencée par le Trait belge,.

## Description

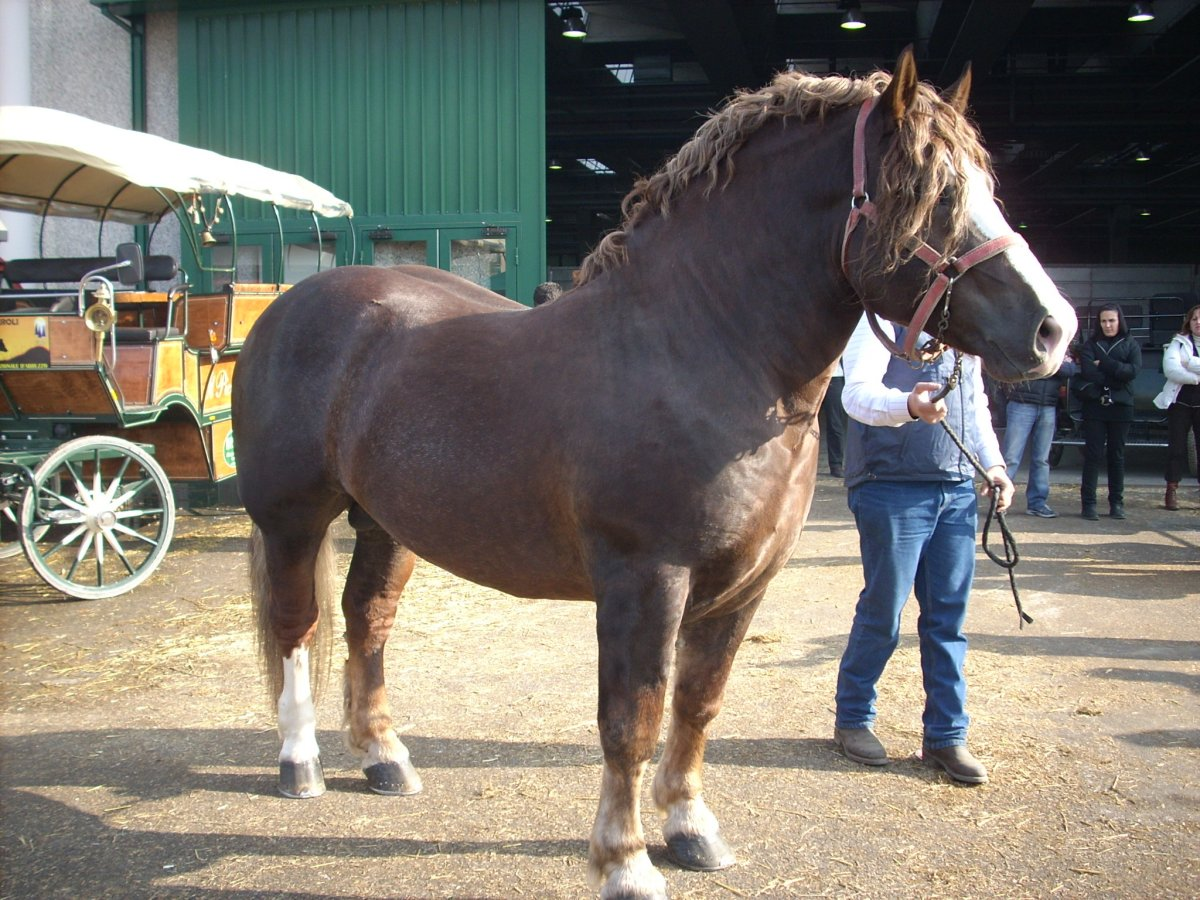
Jeune étalon trait italien.

Le TPR est un cheval de trait dont la conformation d'ensemble révèle l'influence déterminante du cheval Breton,, ce qui le rattache au sous-groupe des chevaux lourds français. 
D'aspect général, il se présente comme un cheval de trait massif, d'assez petite taille. Il reste moins physiquement impressionnant que le Breton.

### Taille et poids
D'après les sources officielles italiennes, sa taille moyenne est de 1,48 m à 1,58 m pour les femelles, et 1,52 m à 1,60 m pour les mâles. L'encyclopédie de référence de CAB International indique une fourchette de 1,42 m à 1,63 m ; Emmanuelle Dal'Secco indique une moyenne proche de 1,45 m à 1,63 m, et l'auteure tchèque Helena Kholova cite 1,50 m à 1,62 m. DAD-IS indique une moyenne d'1,54 m pour les femelles et 1,57 m pour les mâles. La taille minimale requise par le standard à 30 mois est de 1,46 m chez les femelles, et 1,50 m chez les mâles.
Son poids se situe entre 700 et 900 kg chez les étalons,. DAD-IS indique un poids médian de 700 kg chez les femelles et 800 kg chez les mâles. CAB International donne un poids médian de 600 à 700 kg.
La croissance est précoce, avec une maturité rapidement atteinte.

### Morphologie

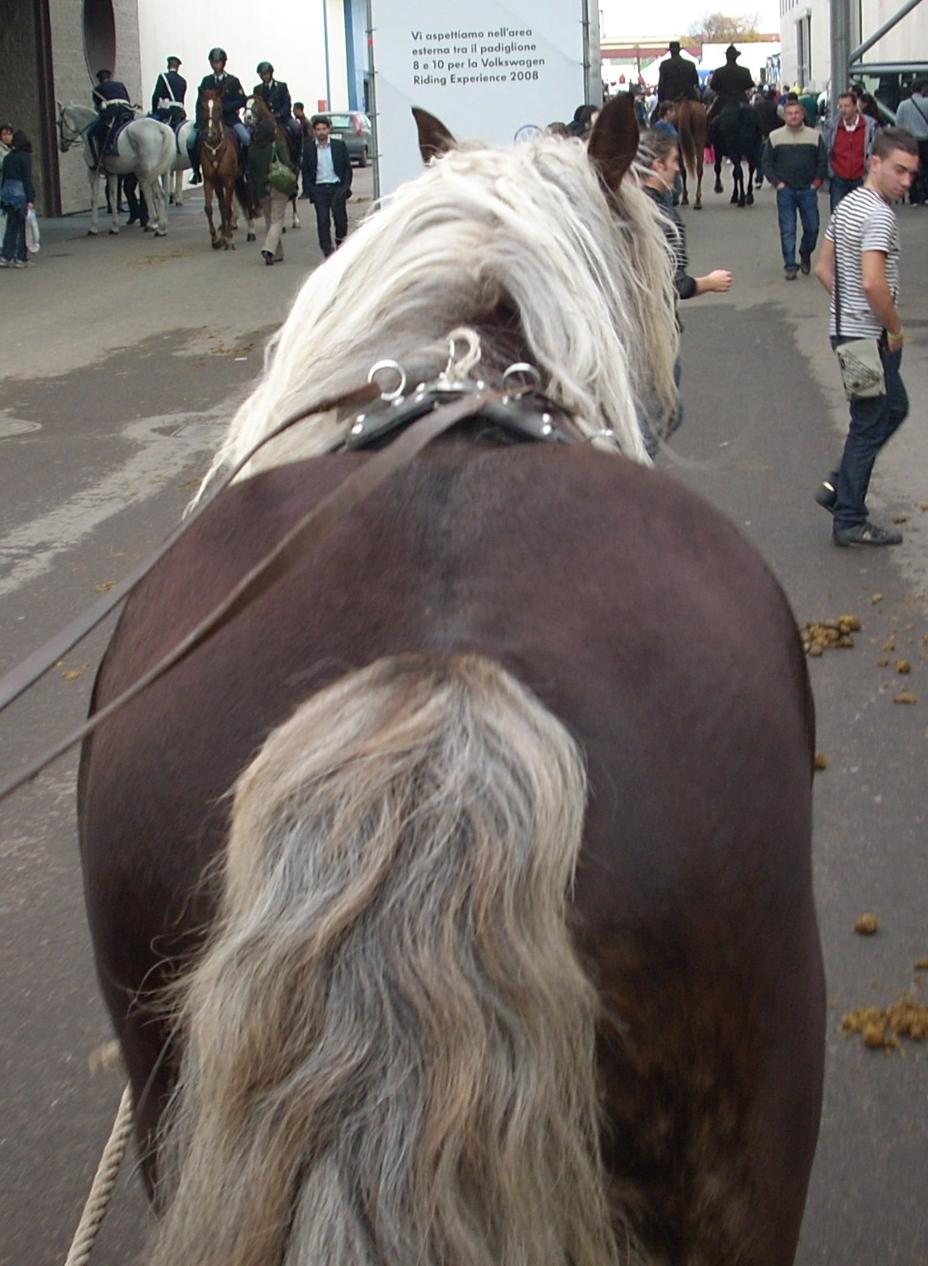
Trait italien alezan aux crins lavés, vu de dos.

Le TPR est d'ordinaire compact, avec des aplombs corrects, une tête déliée et un poitrail profond, les coudes étant très ouverts. 
Sa tête est plutôt longue, petite et fine, dotée d'un front large, d'oreilles mobiles de taille moyenne à petites et droites, et d'un chanfrein droit. Les naseaux sont larges et le bout du nez net. Les yeux sont intelligents et sages. 
L'encolure est large à sa base, courte, musclée et légèrement arrondie. Les épaules sont bien obliques. Le poitrail est particulièrement large et profond. L'avant-main est massive, le garrot est très peu visible. Le passage de sangle est profond. Le dos, court plat et robuste, mène à une croupe souvent double, large, et légèrement inclinée. Les membres sont courts, solides et bien musclés avec des articulations assez grosses, des canons longs, et des fanons à leur extrémité. Le sabot est bien formé, mais peut tendre à être trop compact pour la masse du cheval.

### Robes

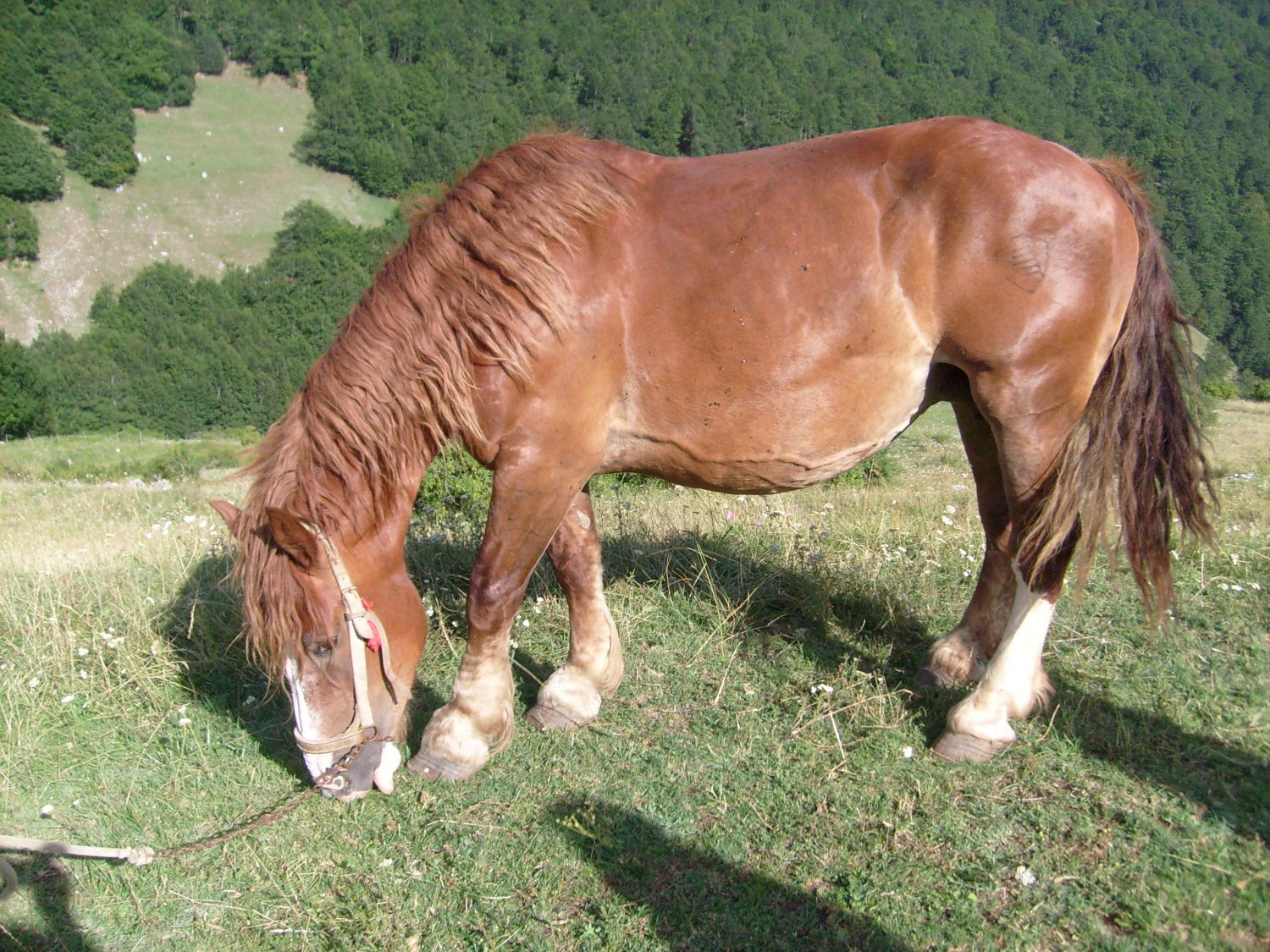
Jument Trait italien alezane, laissant apparaître le marquage au fer sur la cuisse.

Sa robe est très généralement alezan, avec ou sans crins lavés, l'alezan crins lavés étant la couleur la plus commune et caractéristique,,, notamment dans sa version alezan brûlé.
Il peut également présenter une robe rouan, bai ou bai foncé,,.
Les marques blanches sur la tête et les membres sont fréquentes.

### Tempérament et entretien
C'est un cheval généralement amical, au tempérament agréable. Il existe cependant une grande variété de caractères chez la race, certains sujets pouvant être vifs et fougueux tandis que d'autres sont calmes et dociles. De façon générale, ce n'est pas un cheval flegmatique, certains sujets pouvant présenter des réactions vives. Cheval rustique, le TPR s'adapte à tout type d'environnement. Son élevage dans les différentes zones d'Italie où le climat varie du climat continental au climat méditerranéen montre sa grande capacité d'adaptation.
La fertilité des juments est considérée comme excellente, avec un taux de 83 %. Le taux de poulinage est de 80,3 % (données 2009-2010).

### Sélection

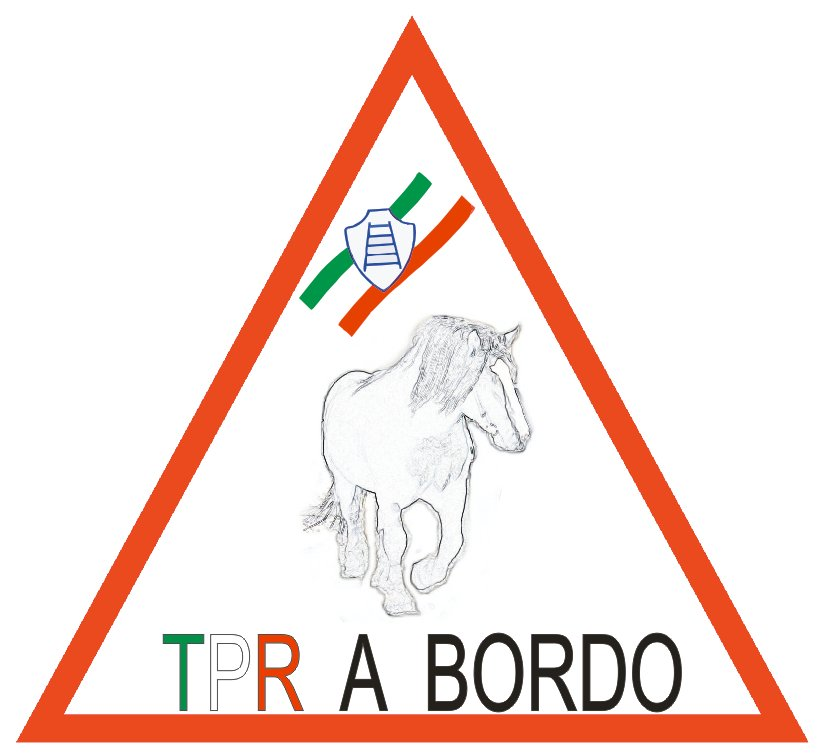
Logo fourni par l'ANACAITPR pour ceux qui transportent un trait italien sur les routes.

L'ANACAITPR (Associazione Nazionale Allevatori del Cavallo Agricolo Italiano da Tiro Pesante Rapido, soit en français « Association nationale des éleveurs du cheval agricole italien de trait lourd rapide ») est chargée de la tenue du livre généalogique, participe à la conservation et l'amélioration de la race et soutient les initiatives qui contribuent à en répandre l'élevage,. Les chevaux de la race sont encore marqués au fer, sur la cuisse gauche. Cette marque représente un escalier à cinq marches, enfermé dans un bouclier. Les sujets inscrits au livre de la race sont évalués une première fois sous la mère, en général entre deux et sept mois, puis une seconde fois à deux ans et demi. Les poulains qui réussissent la première évaluation sont marqués à la cuisse gauche, et s'ils passent la seconde évaluation, ils sont marqués aussi du côté gauche de l'encolure.
En dépit d'effectifs assez faibles, la diversité génétique de la race est bonne, elle présente même des caractéristiques génétiques uniques parmi les races équines italiennes. Les étalons Breton sont toujours admis en croisement chez le TPR.

## Utilisations

### Utilisations au travail

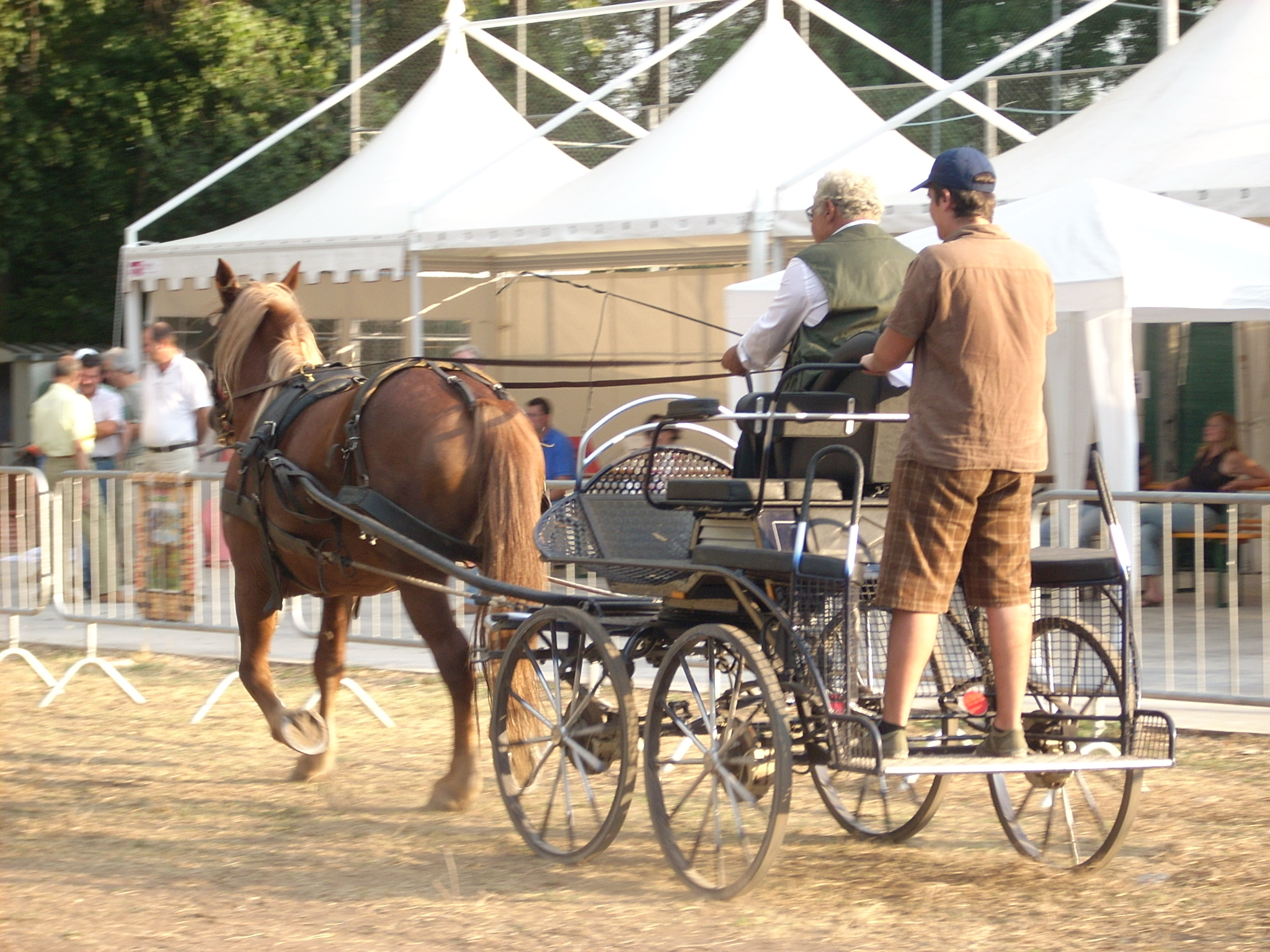
Attelage en simple d'un trait italien à Montebuono en 2008.

Le Trait italien est à l'origine élevé comme cheval polyvalent, utilisé dans l'agriculture, en milieu urbain, ou dans les contextes militaires. La docilité de la race, sa taille, sa force et sa vitesse l'ont rendu extrêmement utile pour les fermiers italiens avant l'introduction de la motorisation. Il est toujours utilisé pour l'agriculture dans quelques zones où les machines motorisées sont peu pratiques. L'association de la race tente de réhabiliter le Trait italien dans ses vocations premières, la traction et l'attelage.

### Production de viande
Depuis la motorisation des activités agricoles, la plupart des chevaux sont élevés pour leur viande,, qui constitue le principal débouché d'élevage de la race (2005),. L'Italie est en effet un important pays consommateur de viande de cheval ; l'hippophagie y a augmenté de 31 % entre 2001 et 2006. Les poulains de onze à dix-huit mois sont préférés pour l'abattage. Une sélection a été menée pour obtenir des poulains qui grossissent plus rapidement. Les juments sont généralement mises au poulinage chaque année sur une durée moyenne de 5,8 ans, donnant une moyenne de 4,5 poulains. Le poulain prend environ 1 kg par jour, et est abattu au poids moyen de 430 kg.

### Utilisation mulassière
Les juments Trait italien ont historiquement servi à donner naissance à de grandes mules, destinées à l'armée. Les juments sont toujours utilisées pour la production de mules, bien que ce débouché se soit raréfié.

## Diffusion de l'élevage

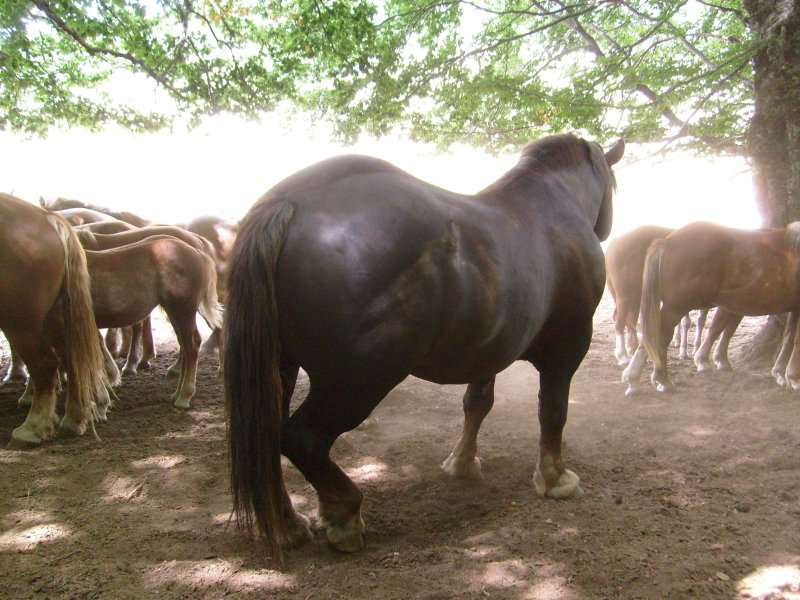
Étalon trait italien au milieu de juments et poulains à Pescasseroli.

DAD-IS classe le Trait italien parmi les races de chevaux locales natives de l'Italie, et en danger d'extinction (2019). Le Trait italien n'est pas mentionné dans l'étude menée par l'université d'Uppsala, publiée en août 2010 pour la FAO.
Par ailleurs, l'ouvrage Equine Science (4e édition de 2012) le classe parmi les races de chevaux de trait peu connues au niveau international.
Les zones principales d'élevage du Trait italien se situent dans les plaines et les collines autour de Vérone, Padoue, Vicence, Venise, Trévise et Udine, c'est-à-dire les régions de l'Émilie et de la Vénétie. En 2005, on recense près de 6 500 Traits italiens, dont environ la moitié sont des juments ; plus précisément, une étude menée à l'université de Padoue donne des effectifs de 6 700 sujets, répartis en 3 300 juments, 3 000 poulains de moins de 30 mois et 400 étalons enregistrés. 
La population enregistrée fin 2010 est de 6 304 sujets, avec une grande majorité de chevaux présents dans le Latium et en Ombrie. En 2018, DAD-IS donne un effectif de 5 137 Traits italiens, avec une tendance à la diminution du cheptel. 2 962 chevaux enregistrés sont des femelles, et les éleveurs italiens possèdent en moyenne 6,48 chevaux par élevage.

#### Article de recherche
- [Mantovani, Pigozzi et Bittante 2005] (en) R. Mantovani, G. Pigozzi et G. Bittante, « The Italian Heavy Draught Horse breed: origin, breeding program, efficiency of the selection scheme and inbreeding », dans Conservation genetics of endangered horse breeds, Wageningen Academic Pub, 2005, 187 p. (ISBN 9076998795 et 978-90-76998-79-4, ISSN 0071-2477, DOI https://dx.doi.org/10.3920/978-90-8686-546-8, lire en ligne), chap. 116 de EAAP publication, p. 155-162.

#### Thèse
- [Maretto 2009-2010] (it) Laura Maretto, Studio e valutazione della fertilità e della capacità materna in fattrici di raza Cavallo Agricolo Italiano da Tiro Pesante Rapido, Université de Padoue, 2009-2010 (lire en ligne).